# 11421 Cardano
11421 Cardano è un asteroide della fascia principale. Scoperto nel 1999, presenta un'orbita caratterizzata da un semiasse maggiore pari a 3,1688031 au e da un'eccentricità di 0,1541261, inclinata di 3,18907° rispetto all'eclittica.
L'asteroide è dedicato al matematico, medico e filosofo italiano Gerolamo Cardano.